# Nigel Thrift
Nigel Thrift (Bath, Anglaterra, 12 d'octubre de 1949) és un catedràtic anglès de l'Escola de Geografia i Medi Ambient de la Universitat d'Oxford. És membre del Research Priorities Board (ESRC) i de l'Acadèmia Britànica des de 2003.
Ha treballat en diferents comitès consultius del govern del Regne Unit. Els seus camps d'investigació se centren en les noves formes del capitalisme, l'impacte cultural de les tecnologies de la informació, la història del temps i de la consciència del temps, i les ciutats com a focus d'experiment espacial i temporal.
Ha publicat Spatial Formations (Sage, Londres 1996) i ha coeditat nombrosos llibres, d'entre els quals destaquen Cities. Reimagining Urban Theory (Polity Press, Cambridge 2002) juntament amb A. Amin, Timespace. Geographies of Temporality (Routledge, Londres 2001) amb J. May, Thinking Space (Routledge, Londres 2000), amb M. Crang, i The City A-Z (Routledge, Londres 2000), amb S. Pile.